# Bob Brier

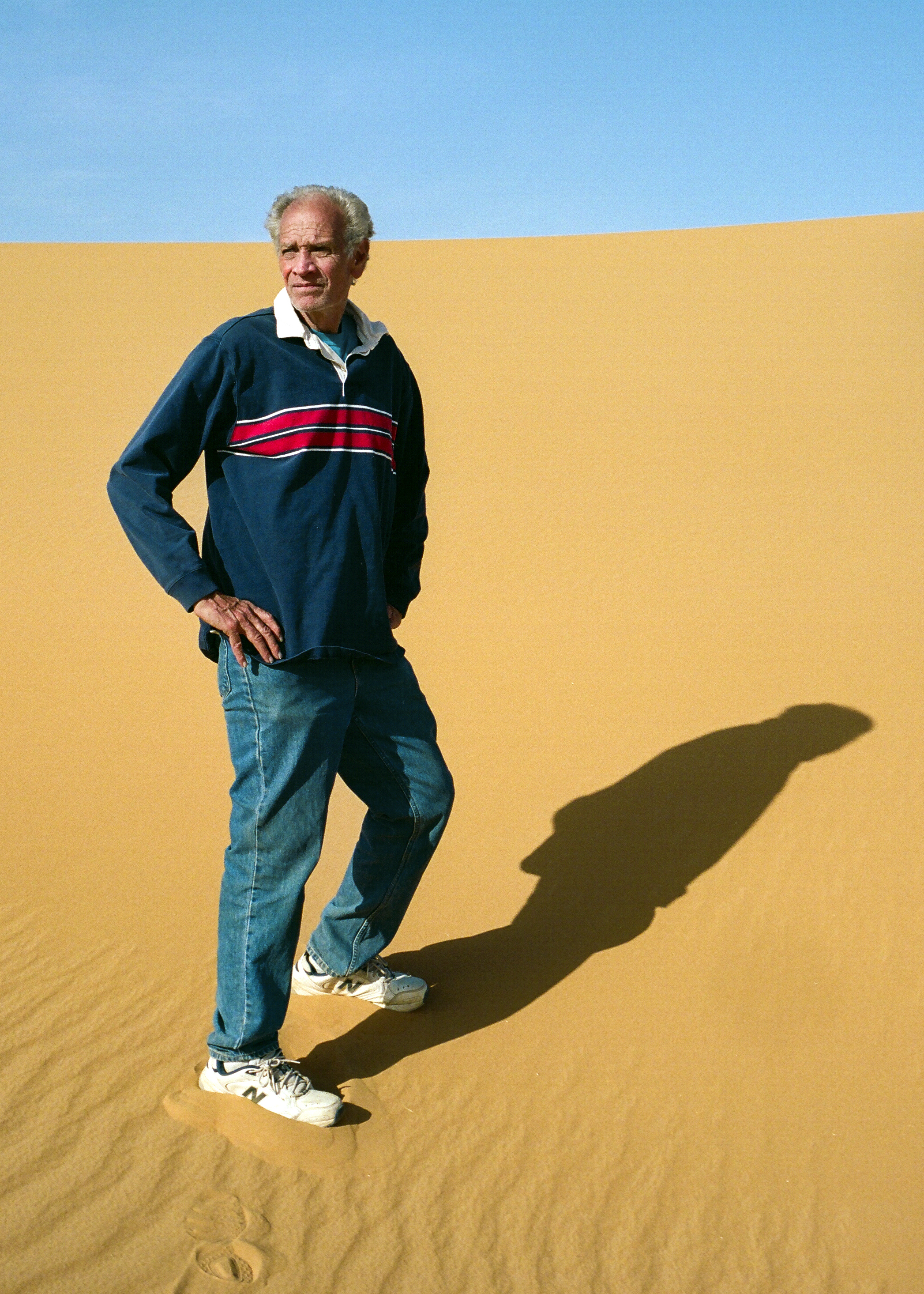
Bob Brier, 2017

Bob Brier (* 13. Dezember 1943 in New York City), auch als Mr. Mummy bekannt, ist ein weltweit angesehener amerikanischer Ägyptologe, insbesondere auf dem Gebiet der Paläopathologie. Der an der Long Island University C. W. Post Campus tätige Ägyptologe zählt weltweit zu den allerersten Experten für Mumien und Mumifizierung.

## Leben
Bob Brier wurde in der Bronx geboren und wuchs auch dort auf. Er erwarb sich seinen Bachelor am Hunter College in New York. Von 1966 bis 1970 war er Mitarbeiter im Forschungsteam des Institute of Parapsychology (vorher Foundation for Research on the Nature of Man) in Durham. Seinen Ph. D. in Philosophie machte er 1970 an der University of North Carolina at Chapel Hill, woraufhin er ab 1972 an der Long Island University dozierte. Er war von 1981 bis 1996 der Vorsitzende der Philosophischen Abteilung. Außerdem betätigte er sich als Vorsitzender des „Egyptology today“-Programms des National Endowment for the Humanities.

## Forschung
Bob Brier hat weltweit mit einem wegweisenden Ergebnis Mumifizierungspraktiken erforscht. Er untersuchte bekannte Mumien wie beispielsweise die des Tutanchamun, Ramses II., Lenin, Eva Perón und der Medici-Familie.

Im Jahre 1994 mumifizierten Bob Brier und sein Kollege Ronald Wade, der Direktor des State Anatomy Board of Maryland, als erste Menschen seit 2.000 Jahren einen menschlichen Leichnam mit den altägyptischen Methoden. Dieser Versuch brachte Brier den Beinamen „Mr. Mummy“ ein. Zudem wurde in einer Fernsehausstrahlung der National Geographic Society mit demselben Namen auf den Versuch näher eingegangen.

## Schriften
- Precognition and the philosophy of science: An essay on backward causation. Humanities Press, New York 1974, ISBN 0-391-00325-9.
- The Glory of Ancient Egypt: A Collection of Rare Engravings from the Napoleonic Expedition. 1990, ISBN 0-8115-4469-9.
- Egyptomania. Hillwood Art Museum, Brookville (NY) 1992, ISBN 0-933699-26-3.
- Egyptian mummies: unravelling the secrets of an ancient art. Michael O’Mara, London 1996, ISBN 1-85479-799-9.
- The Encyclopedia of Mummies. Facts on File, New York 1998, ISBN 0-8160-3108-8.
- The murder of Tutankhamen: a true story. Berkley Books, New York 2005, ISBN 0-425-20690-4.
- The Daily Life of the Ancient Egyptians. Greenwood Press, Westport (Conn.) / London 1999, ISBN 0-313-30313-4.
- Tutankhamun and the tomb that changed the world. Oxford University Press, New York 2023, ISBN 978-0-19-763505-6.